# Embajada de España en Malta
La Embajada de España en Malta es la máxima representación legal del Reino de España en la República de Malta.

## Embajador
El actual embajador es José María Muriel Palomino, quien fue nombrado el 14 de diciembre de 2021, por el Ministro de Exteriores, Unión Europea y Cooperación. 

## Misión Diplomática
En 1969 se creó la embajada española en Malta con carácter no residente. La legación española fue elevada a residente en 1977 aunque fue cerrada en 1998. Finalmente, en 2003 se reabrió la embajada como residente.

## Historia
Malta se independizó del Reino Unido en 1964, y España estableció relaciones diplomáticas a partir de 1969 con la creación de la embajada no residente que dependía del embajador español en Roma. En 1977 las relaciones se elevaron a primer nivel con el establecimiento de la embajada residente hasta 1998 cuando los asuntos diplomáticos fueron nuevamente dependientes de la embajada de Roma.
Con el ingreso de Malta en la Unión Europea en 2004 se intensificaron las relaciones diplomáticas y nuevamente el gobierno español abrió la embajada residente en Malta. 
En 2018 y 2019 se han celebrado 50 años de relaciones diplomáticas entre los dos países. 